# Симитлі
Симитлі́ (болг. Симитли) — місто в Благоєвградській області Болгарії. Адміністративний центр громади Симитлі.

## Населення
За даними перепису населення 2011 року у місті проживали 6674 особи.
Національний склад населення міста:
| Національність   | Кількість осіб | Відсоток |
| ---------------- | -------------- | -------- |
| болгари          | 4177           | 90,9 %   |
| цигани           | 387            | 8,4 %    |
| турки            | 3              | 0,1 %    |
| інша             | 11             | 0,2 %    |
| не визначились   | 16             | 0,3 %    |
| Всього відповіли | 4594           |          |

Розподіл населення за віком у 2011 році:
Динаміка населення:

## Географія
Місто Симитлі розташоване в 14 км на південь від Благоєвграда і в 48 км на північ від міста Санданський. Розташоване у Симитлянській долині біля підніжжя гір Рила, Пирину та Влахини. Річка Струма ділить його на дві частини — справжнє місто Симитлі та Орановський квартрал. Тут Струма приймає річку Градевську. Зі сходу оточують західні схили Рил і Пірину, а з заходу — Влахин. У 25 км від м. Симитлі на горі Влахина розташований скельний феномен «Коматинські скелі».

## Історія
Симитлі — це старе село та центр низки сіл у однойменній долині. Два фактори сприяють розвитку селища. Перший — наявність двадцяти мінеральних джерел з температурою від 56 до 60 °С, із загальним дебітом потоку 720 л/хв. В минулому вода використовувалася для побутових цілей, але з 30-х років минулого століття джерела були вже задіяні для новобудованої лазні та для обігріву теплиць. Іншим важливим фактором є ключове географічне розташування, яке поселення займає між долинами річок Струма і Места.
Симитлі вперше згадується в 15 столітті як село Баня, а в XVI столітті як Симитла. На думку деяких краєзнавців, назва міста походить від назви білого хліба симид, чи від назви центру села, а саме Симен, що означає «центр».
У дев'ятнадцятому столітті Симитлі був змішаним селом, що належало Горножумайській казі.
У 1891 р. про Сімітлі пише Георгій Стрезов:
| « | Симитлія, до південь від Джумаї на 4 години їзди від правого берега Струми, по рівнині. Через село проходить шлях від Джумаї до Мельника — Сяру — Солуна. У Симитлії тютюн найкращий у всьому регіоні, який тільки росте в Железниці. У селі є кілька хатин. Будинків 230, всі помацькі. Ураново, селище за 4 години від міста. Селяни — землероби; роблять добре вино і перець. Церква, в якій читають по-слов'янськи. 200 будинків болгар. | » |

За статистикою Василя Канчова (Македонія, етнографія та статистика), населення села Симитлій налічувало 820 осіб, з них 780 болгарських мусульман і 40 циган, а до Симитлійського чифлику пізніше приєдналися 135 жителів болгар-мусульман.

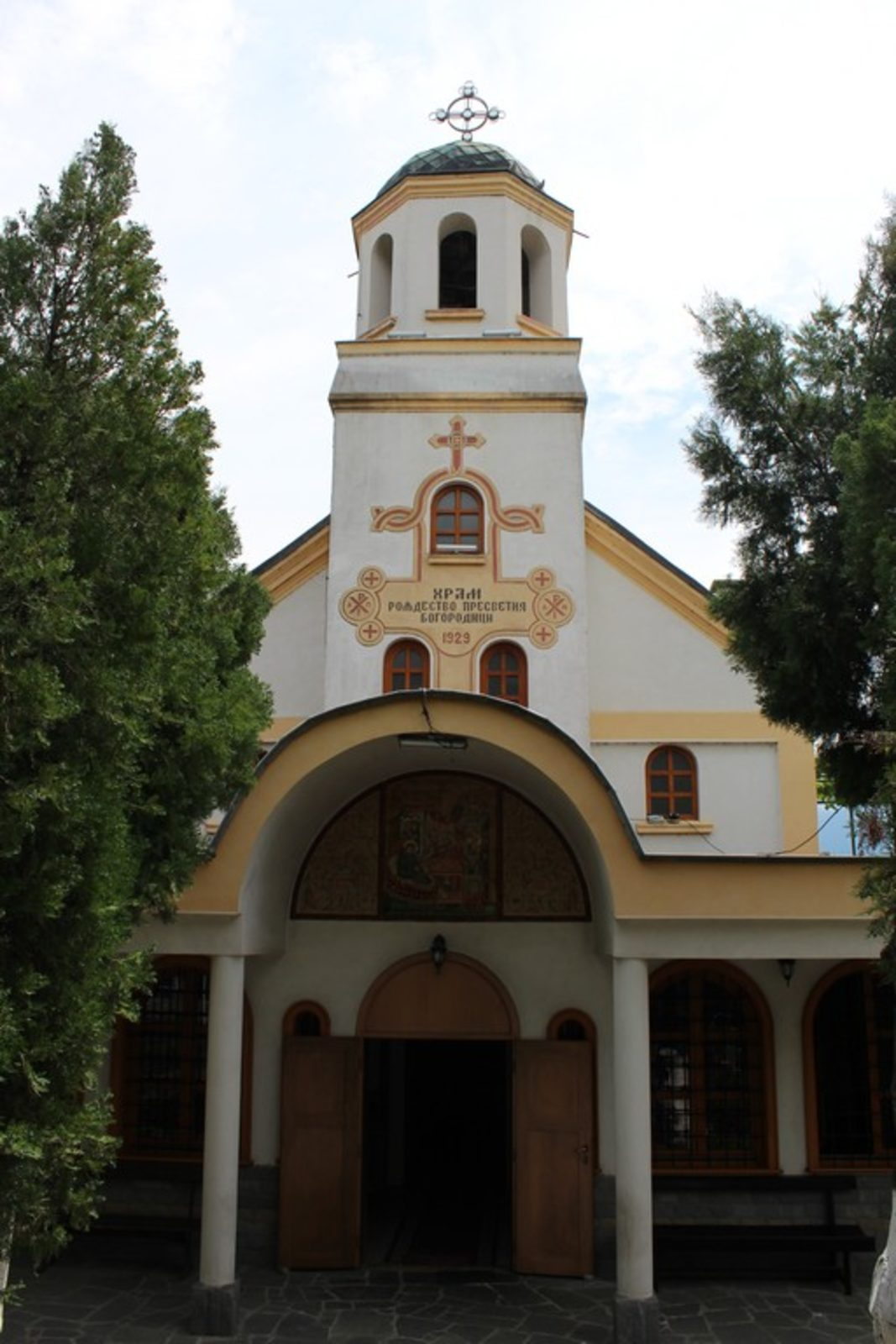
Церква «Різдво Богородичне»

Під час Балканської війни біля села відбулася битва між Сьомою піхотною дивізією та османськими військами. Після Другої балканської війни 1913 року Симитлі залишився в Болгарії. Його мусульманське населення повністю виїхало, і, за словами Димитра Гадянова, село знаходилося в руїнах в 1916 році. Після воєн тут мешкало багато македонських болгар-біженців, а також жителів сусідніх сіл Сухострел, Докатичево, Тросково, Градево та інших. У минулому Симитлі експортував деревину з Рили та Пирину. До 1934 р. Симитлі і Ораново мали близько 2200 жителів, в 1946 р. вони досягли 2918, у 1992 р. — 7466, в 1997 р. їх вже було 7684 жителів.
Церква Різдва Богородиці побудована в 1923 році.
У 1943 році назва Симитлі була замінена на Ізворите («Джерела»), але в 1945 році було відновлено. У 1964 році Симитлі було оголошено міським поселенням. У 1965 р. Ораново приєдналося до нього. Сімітлі став містом у 1969 р.

## Економіка
Важливим фактором розвитку населеного пункту є його перехрестне розташування на залізниці, лінії шосе Софія — Благоєвград — Салоніки — Афіни і на старому шляху Малашево-Сухострел- Разлог — Гоце Делчев.
Симитлі є промисловим містом видобутку вугілля з шахти «Ораново» — симитлянського басейну. Поруч знаходиться шахта «Пірин» у Брежанах, де вугілля доставляється на станцію Симитлі канатною дорогою. Є деревообробна компанія, яка виробляє широкий асортимент хвойних і листяних матеріалів, гірничих шпал, фанери, упаковки, рам, ящиків, і букового паркету. Симитли є центром лісового господарства, а деревина сюди поставляється із Разлогу, Кресни, Катунців. Видобувуються також рідкісні метали. У Сімітлі є підприємства для трикотажу, дзеркал, санок, гранул, камінів, кондитерських та кондитерських виробів, деталей для очисних споруд та інші.
У общині є невелике підприємство металопродукції — с. Черниче, і взуттєва фабрика у с. Крупник. Ці села ростуть і майже зливаються з Симитлі. Тут виробляється тютюнова продукція, вирощуються фрукти (персики, сливи, яблука), овочі, виноград. Розвивається тваринництво — розведення великої рогатої худоби та виробництво молока.
Симитлі упорядковане місто. Головну магістраль перенесено від густонаселеного кварталу правого берега річки Струма і від станціонної промислової зони на узбережжя лівобережного Орановського кварталу.

## Регулярні події
8 вересня (Мала Богородиця) відбувається традиційне свято, на якому демонструються аматорські колективи від муніципалітету.
Традиційний фестиваль кукерів проводиться в січні.

## Культура
У містечку Симитлі знаходиться національна бібліотека «Климент Охридський — 1922» з двома відділами. Книжкова полиця бібліотеки складалася з 27 625 томів літератури.

## Особи
Серед відомих симитлян — революціонер Яне Маламов (1865—1925), математик Юліан Ревальський (нар. 1956) і художник Микола Кимчев (нар. 1952). Із Симитлі родом болгарська чемпіонка-важкоатлетка Гергана Кирилова і співачка Цветанка Михайлова.

## Інше
Мис Симитлі на острові Ригд в Антарктиді названий на честь міста.
У Симитлі є два ансамблі фольклорних танців — «Веселіє» і ансамбль «Св. Климент Охридський».